# Amanipodagrion
Amanipodagrion is een geslacht van libellen (Odonata) uit de familie van de Megapodagrionidae (Vlakvleugeljuffers).

## Soorten
Amanipodagrion omvat 1 soort:
- Amanipodagrion gilliesi Pinhey, 1962